# National Collection of Type Cultures
Die National Collection of Type Cultures (NCTC) ist eine der vier Sammlungen von Mikroorganismen, die von Public Health England betrieben werden, der für die Gesundheitsversorgung Englands zuständigen Behörde. Das nach ISO/IEC 17025 zertifizierte NCTC ist Mitglied der European Culture Collections Organisations (ECCO). In England und Wales ist die NCTC als Charity (Nr. 264017) registriert, nach schottischem Recht (Nr. SC039250) und für die kommerziellen Aktivitäten als Company Limited by Guarantee (England and Wales; Nr. 1039582).
Das Kürzel NCTC ist ein eingetragenes Warenzeichen der UK Health Security Agency, die der unmittelbare Träger der Organisation ist.

## Geschichte
Schon seit der Zeit der Pioniere der Mikrobiologie Koch und Pasteur war es Forschern in diesem Bereich bewusst, dass sie Zugriff auf repräsentative mikrobiologische Vergleichsobjekte haben mussten. Vor dem Ersten Weltkrieg gab es dafür nur die Sammlung des American Museum of Natural History in New York, die Kral-Sammlung in Prag oder das Institut Pasteur in Paris. Keine dieser Einrichtungen existiert ohne Unterbrechung bis heute. Neben diesen gab es noch einige Spezialsammlungen wie die Schimmelcultures, im niederländischen Baarn, und dem damit verbundenen Laboratorium voor Microbiologie in Delft. Weitere Institute waren die Hefebank der Brauerei Carlsberg in Valby und dem Institut für Gärungsgewerbe in Berlin, die sich alle auf wenige Mikroorganismen beschränkten.
Im Großbritannien des frühen 20. Jahrhunderts gab es keine mikrobiologische Sammlung. Im Januar 1920 unternahmen daher das Medical Research Committee gemeinsam mit dem Lister Institute of Preventive Medicine die Gründung einer Mikrobensammlung in Chelsea. Während das Lister Institute die Verwaltung lieferte, finanzierte das MRC die Ausstattung der Sammlung. Ihr gemeinsames Ziel war es, Forschern eine zuverlässige Quelle von Mikrolebewesen zur Verfügung zu stellen. Heute ist das NCTC die älteste ununterbrochen bestehende Einrichtung zur Aufbewahrung bakterieller Keime weltweit.
Aufbewahrt werden Keime von medizinischer oder veterinärmedizinischer Bedeutung. 2020 wurden ca. 6000 Arten aus 900 Gattungen und 82 unterschiedlichen Familien bevorratet. Bei der Entstehung der Sammlung wurden überwiegend Stämme aufgenommen, die schon in privaten Sammlungen im Lister Institut vorhanden waren. Es waren überwiegend Enterobacteriaceae und Vibrionaceae aber auch Besonderheiten wie die ursprünglichen Escherichia-coli-Stämme von Theodor Escherich (NCTC 86) oder die von Frederick William Andrewes (1859–1932) isolierten Shigella-Stämme, die als NCTC 1 als erster Strang aufgenommen wurden. Unter den anaeroben sind die Clostridien-Stämme von Muriel Robertson erwähnenswert. Der Nobelpreisträger Arthur Harden spendete eine Hefensammlung. Weitere Besonderheiten sind auch die von Alexander Flemming eingelagerten Penicillin-Stränge (NCTC 2665, Micrococcus luteus) auf dem die Beschreibung der Spezies basiert und der ebenfalls von Flemming eingelagerte Staphylococcus aureus (NCTC 6571) mit dem Penicillin anfangs getestet wurde. Seit der Gründung wächst die Sammlung jährlich weiter, hauptsächlich durch Spenden namhafter Forscher wie Harry Schützes, Fritz Kauffmans und P. R. Edwards Sammlung von 150 Spezies oder Subspezies der krankheitserregenden Salmonellenstämme.
1944 hatte die Sammlung einen Umfang von ca. 4000 Strängen aus 1400 separaten Spezies erreicht. Jährlich wurden ca. 6400 dieser Stämme vertrieben, ca. 45 % davon für wissenschaftliche Forschung, 20 % für Lehrzwecke an Hochschulen und 35 % für technische Entwicklungen.
Mit der Entwicklung moderner Sequenzierungstechniken erleben viele alte Bakterien-Stämme ein neues Interesse und helfen beim Verständnis der mikrobakteriellen Evolution.
1951 wurde die National Collection of Yeast Cultures (NCYC) gegründet, eine Hefebank unter der Führung von Public Health England. Damit wurden auch die Hefen aus der Sammlung des NCTC an die NCYC übergeben.
Trotz der Vielzahl alter Kulturen im NCTC werden jährlich ca. 200 neue Stämme in die Sammlung aufgenommen. Forscher hinterlegen neu entdeckte Keime, um den Anforderungen zur Anerkennung neu entdeckter Bakterien zu entsprechen. Andere Einlagerungen sind Kontrollstämme, die von offiziellen Körperschaften wie der Weltgesundheitsorganisation oder dem EUCAST eingereicht werden.
Zusätzlich zur Aufbewahrung und Verteilung entwickelte das NCTC auch die Methoden der Vermehrung, Lagerung und Handhabung weiter. Beispielsweise wurde in den 1930ern das Gefriertrocknungsverfahren für Mikroorganismen eingeführt.
1939 zog die Sammlung von London nach Elstree, Hertfordshire, zu den Lister Farm Laboratories. Im Juli 1949 zog die Sammlung erneut um, diesmal zum Central Public Health Laboratories (CPHL) in Colindale, London. Die Verwaltung und Finanzierung wurde 1960 vom CPHL übernommen. Ab 1949 führte man Untersuchungen zur Morphologie der Kolonien, biochemischer Tests und weiterer Daten zur Charakterisierung von Mikroorganismen durch, die in Cowan and Steel’s Manual for the Identification of Bacteria (1965; 3. Auflage 1993) resultierten, einem Standardwerk für Bakteriologen.

## Kuratoren
- Ralph St John-Brooks[7] von 1920 bis 1946
- Samuel Tertuis Cowan[7] von 1947 bis 1965
- L. R. Hill (ca. 1980)
- Sarah Alexander